# Райт, Бернард
Бернард Райт (англ. Bernard Wright, 16 ноября 1963 — 19 мая 2022) — американский фанк- и джазовый клавишник и певец, который начал свою карьеру как сессионный музыкант, а позже выпустил четыре сольных альбома.

## Биография
Райт родился в Джамейке, в Квинсе, Нью-Йорк. В примечаниях к своему дебютному альбому Nard он заявил, что его мать — Лесси Райт. Его крёстной матерью была певица Роберта Флэк.
Он учился в Высшей школе исполнительских искусств в Нью-Йорке. Среди его одноклассников были писатель Карл Хэнкок Ракс и певица, записывающая госпел Дезире Коулман Джексон. Ему предложили гастроли с Ленни Уайтом, когда ему было 13 лет, и он играл с Томом Брауном в возрасте 16 лет. Он был женат на Аните Райт уже почти 40 лет. Он отец троих детей: Бернарда-младшего, Виктории и Кристофера Чарльза Райт. Он дедушка троих детей: Эммы, Мики и Хоуп.
GRP Records подписали с ним контракт в 1981 году и выпустили его дебютный альбом Nard, треки из которого широко использовались в хитах Dr. Dre, Snoop Dogg, Skee-Lo и LL Cool J. Альбом был переиздан в 2001 году. Затем последовали Funky Beat (1983) на Arista Records и Mr. Wright (1985) на Manhattan Records. Последний из этих альбомов включал его самое большое выступление в стиле R&B «Who Do You Love», для которого было снято видео, представленное в секвенции Video Music Box. В 1990 году он выпустил госпел-альбом Fresh Hymns. В 2000 году он сформировал трио с Альфредо Элиасом и Дэймоном Бэнксом и выпустил альбом Back To Our Roots.
Райт также появлялся на записях таких музыкантов, как Майами Майк Девайн Пеннингтон, Дуг Э. Фреш, Cameo, Бобби Браун, Pieces of a Dream, Чарльз Эрленд, Маркус Миллер и Майлз Дэвис. После нескольких дней записи Райт продолжал играть на клавишных в Далласе, где обучал молодых артистов.
Он умер 19 мая 2022 года в возрасте 58 лет, как сообщается, в результате ДТП в Далласе.

## Дискография
Источник

### Альбомы
| Год  | Название                | US  | US </br> R&B | US </br> Джаз |
| ---- | ----------------------- | --- | ------------ | ------------- |
| 1981 | 'Nard                   | 116 | 53           | 7             |
| 1983 | Funky Beat              | -   | 58           | -             |
| 1985 | Mr. Wright              | -   | 25           | -             |
| 1990 | Fresh Hymns             | -   | -            | -             |
| 1992 | Fresh Hymns II          | -   | -            | -             |
| 1993 | Brand New Gospel Format | -   | -            | -             |

### Синглы
| Год     | Заголовок                   | US </br> R&B | US </br> Дэнс |
| ------- | --------------------------- | ------------ | ------------- |
| 1981    | «Just Chillin’Out»          | 33           | 85            |
| 1981    | «Haboglabotribin»           | 78           | -             |
| 1982 г. | «Won’t You Let Me Love You» | 88           | -             |
| 1983 г. | «Funky»                     | 39           | -             |
| 1985 г. | «Who Do You Love»           | 6            | 44            |
| 1985 г. | «After You»                 | 23           | -             |
| 1985 г. | «Yo 'Nard»                  | -            | -             |